# Ni Hong
Ni Hong (chiń. upr. 倪红; chiń. trad. 倪紅; pinyin Ní Hóng; ur. 28 lutego 1986 w Pekinie) – chińska szablistka, wicemistrzyni olimpijska, brązowa medalistka mistrzostw świata. 
Podczas igrzysk olimpijskich w Pekinie w 2008 roku reprezentacja Chin w składzie: Bao Yingying, Huang Haiyang, Ni Hong i Tan Xue zdobyła srebrny medal w zawodach drużynowych (w finale przegrały z Ukrainkami 44:45). W rywalizacji indywidualnej nie startowała. Był to jej jedyny start olimpijski.
Na mistrzostwach świata w Antalyi w 2009 roku razem z Bao Yingying, Li Fei i Chen Xiaodong zdobyła drużynowo brązowy medal. Na tej samej imprezie zajęła także 26. miejsce w zawodach indywidualnych.
Kilkukrotnie zdobywała także medale mistrzostw Azji, w tym złote drużynowo i indywidualnie na MA w Doha (2009) oraz drużynowo podczas MA w Seulu (2010) i MA w Seulu (2011).